# Kendall Cross
Kendall Cross (* 24. Februar 1968 in Hardin, Montana) ist ein US-amerikanischer Ringer und Olympiasieger 1996 im freien Stil im Bantamgewicht.

## Werdegang
Kendall Cross begann wie in den Vereinigten Staaten größtenteils üblich an der High-School mit dem Ringen. Nach seiner High-Schoolzeit besuchte er die Oklahoma State University und war auch dort als Ringer aktiv. An dieser Universität machte er bei dem Trainer Joe Seary die entscheidenden Fortschritte zu einem Ringer der Weltklasse. Er gewann während seiner Studentenzeit in den Jahren 1988 und 1989 die NCAA Division I Collegiate Championships und belegte 1990 den 3. Platz. Diese Championships sind die Meisterschaften des US-amerikanischen Hochschul-Sportverbandes und sind für das US-amerikanische Ringen allgemein von größter Bedeutung, weil fast alle amerikanischen Spitzenringer an den Hochschulen ihr Rüstzeug für ihre sportliche Karriere erhalten. Nicht anders war es bei Kendall Cross.
Er betätigte sich aber ab 1992 auch als Ringer beim renommiertesten US-amerikanischen Wrestling-Club (Ringerverein), den Sunkist Kids in Phönix/Arizona. Dort erhielt er von dem Trainer James Humphrey seinen letzten Schliff. 1992, 1995 und 1996 gewann er für diesen Club auch die US-amerikanische Meisterschaft der AAU (Amerikanische Athleten Union) im Bantamgewicht.
Bereits 1986 begann Kendall Cross seine internationale Ringerlaufbahn, als er bei den Junioren-Weltmeisterschaften (Juniors = Altersgruppe bis 18 Jahre) im freien Stil in der Gewichtsklasse bis 56 kg Körpergewicht den 3. Platz belegte.
1990 scheiterte er in der Ausscheidung für die Weltmeisterschaften an Ken Chertow, konnte sich aber 1992 für die Teilnahme an den Olympischen Spielen in Barcelona qualifizieren. In Barcelona scheiterte er an seiner relativen internationalen Unerfahrenheit und kam im Bantamgewicht nur auf den 6. Platz. Kurz vorher hatte er allerdings bei den Panamerikanischen Meisterschaften mit einem 3. Platz seine erste Medaille bei einer internationalen Meisterschaft gewonnen.
In den Jahren 1993 und 1994 beteiligte er sich seines Studiums wegen an keinen wichtigen Meisterschaften. 1996 nahm er aber einen neuen Anlauf und besiegte in den sog. Trials (Olympiaausscheidung) den zweifachen Weltmeister Terry Brands und qualifizierte sich somit für die Teilnahme an den Olympischen Spielen in Atlanta. In Atlanta besiegte er nacheinander Talato Embale, Guinea, Sanshiro Abe, Japan, Ri Yong Sam, Nordkorea und Guivi Sissaouri, Kanada und wurde Olympiasieger im Bantamgewicht.
Nach diesen Spielen beendete Kendall Cross seine internationale Ringerlaufbahn. Er wurde Assistenztrainer an der Oklahoma State University und verwertete als Geschäftsmann seinen Olympiasieg. Ferner war er für die Merrill Lynch Bank tätig.
2006, nach zehnjähriger Pause als Ringer, wagte er ein Comeback. Er nahm eine Einladung aus Machatschkala in Dagestan an und startete dort in einem Vergleichkampf Russland gegen eine Weltauswahl im Federgewicht gegen den Olympiasieger von 2004 Mawlet Batirow und besiegte diesen sensationellerweise nach Punkten. Im Februar 2007 startete er auch beim David-Schultz-Memorial in Colorado Springs und erreichte dort im Federgewicht einen hervorragenden 3. Platz. Ob er als 38-Jähriger versucht, seine Karriere als aktiver Ringer weiter fortzusetzen, wird die Zukunft zeigen.
Kendall Cross ist jetzt in Colorado Springs beheimatet.

## Internationale Erfolge
(OS = Olympische Spiele, WM = Weltmeisterschaft, F = freier Stil, Ba = Bantamgewicht, Fe = Federgewicht, damals bis 58 kg bzw. 60 kg Körpergewicht)
- 1986, 3. Platz, Junioren-WM (Juniors), F, bis 56 kg Körpergewicht, hinter Danut-Dumitru Prefit, Rumänien u. Yun Song, Nordkorea u. vor Davood Jamali, Iran u. Imre Simita, Ungarn;
- 1988, 1. Platz, World Cup in St. John’s/Kanada, F, Ba, vor Masaru Yamashita, Japan, Glibenko, UdSSR u. Andy Merle, Kanada;
- 1992, 3. Platz, Panamerikanische Meisterschaften, F, Ba, hinter Alejandro Puerto Diaz, Kuba u. Robert Dawson, Kanada u. vor Pedro Maldonado, Puerto Rico u. Jorge Olvera, Mexiko;
- 1992, 6. Platz, Olympische Spiele in Barcelona, F, Ba, hinter Alejandro Puerto Diaz, Sergei Smal, GUS, Kim Yong-sik, Nordkorea, Remzi Musaoğlu, Türkei u. Rumen Pawlow, Bulgarien u. vor Jürgen Scheibe, Deutschland;
- 1993, 2. Platz, "Alexander-Medwed"-Turnier in Minsk, F, Fe, hinter Oleg Gagnew, Belarus u. vor Ralf Lyding, BRD, Alexander Bardachanow, Russland u. Jürgen Scheibe, BRD;
- 1996, Goldmedaille, OS in Atlanta, F, Ba, vor Guivi Sissaouri, Kanada, Ri Yong Sam, Nordkorea, Harun Doğan, Türkei, Šaban Trstena, Mazedonien u. Mohammad Talace, Iran;
- 1997, 1. Platz, World Cup in Stillwater/USA, F, Ba, vor Murat Umachanow, Russland, Guivi Sissaouri, Abdo Salazar, Kuba u. Olaf Brandt, Deutschland;
- 2007, 3. Platz, David-Schultz-Memorial in Colorado Springs, F, Fe, hinter Travis Lee, USA u. Sahit Prizreni, Albanien u. vor Angel Cejudo, USA